# Gianpaolo Grisandi
Gianpaolo Grisandi (Ravena, 4 de diciembre de 1964-29 de enero de 2025) fue un deportista italiano que compitió en ciclismo en la modalidad de pista.
Ganó una medalla de oro en el Campeonato Mundial de Ciclismo en Pista de 1985, en la prueba de persecución por equipos. Participó en los Juegos Olímpicos de Seúl 1988, ocupando el sexto lugar en la misma prueba.

## Medallero internacional
| Campeonato Mundial | Campeonato Mundial | Campeonato Mundial | Campeonato Mundial          |
| Año                | Lugar              | Medalla            | Competición                 |
| ------------------ | ------------------ | ------------------ | --------------------------- |
| 1985               | Bassano (Italia)   | Medalla de oro     | Persecución por equipos (A) |